# Ейваз

Ейваз

Ейваз (англ. Iwaz) — «ᛇ» — тринадцята руна германського Старшого (першого) Футарка. Відповідає кириличним диграфам Ай/Ей (або латиничним Ai/Ei). Назва руни означає «тисове дерево».
Пряме примордіальне значення: сила, надійність, захист, що заслуговують довіри. Просвітленість, витривалість. Сила руху вперед, забезпеченість ціллю і мотивами. Вказує на визначення власних пріорітетів і можливість досягнення поставленої мети. Чесна людина, варта довіри.
Протилежне до нього примордіальне значення: безпорядок, руйнація, невдоволення, слабкість.